# Gunnar Berggren
Gunnar Alf Erik Berggren (ur. 26 stycznia 1908 w Söderbykarl, zm. 2 września 1983 w Sztokholmie) – szwedzki bokser kategorii lekkiej, brązowy medalista IO i mistrzostw Europy. 
W Mistrzostwach Europy 1927 w Berlinie zdobył  brązowy medal w wadze lekkiej. 
W roku 1928 wziął udział w Igrzyskach Olimpijskich w Amsterdamie gdzie w wadze lekkiej kolejno pokonał: Pierre Godarta z Belgii (na punkty), Roberta Charlesa Smitha z Południowej Afryki (na punkty) oraz walkowerem Jorge Díaza Hernandeza z Chile. W półfinale przegrał z Amerykaninem Stephanem Halaiko na punkty. W meczu o brązowy medal pokonał na punkty Duńczyka Hansa Jacoba Nielsena mistrza olimpijskiego z Paryża 1924 r.
W roku 1928 przeszedł na zawodowstwo. Rozegrał 32 walki. Wygrał 13 (4 przez KO), 9 przegrał (2 przez KO) a 10 było nierozstrzygniętych.
| Przebieg kariery zawodowej |                          |                          |          |                         |
| Data                       | Miejsce                  | Przeciwnik               | Wynik    | Opis                    |
| 7.10. 1928                 | Cirkus Sztokholm         | Otto Lauer · Niemcy      | W PKT 8r | Pierwsza walka zawodowa |
| 17.04. 1936                | Lorengsbergs C. Göteborg | Henry Hallberg · Szwecja | P PKT 6r | Ostatnia walka zawodowa |